# Кресты (Вологодская область)
Кресты — деревня в Устюженском районе Вологодской области.
Входит в состав Сошневского сельского поселения, с точки зрения административно-территориального деления — в Сошневский сельсовет.
Расположена на левом берегу реки Звана. Расстояние по автодороге до районного центра Устюжны — 32 км, до центра муниципального образования деревни Соболево — 26 км. Ближайшие населённые пункты — Жуково, Черная, Ярцево.
Население по данным переписи 2002 года — 4 человека.